# Jan Schaeferbrug
De Jan Schaeferbrug (Amsterdams brugnummer: 2000) in het Oostelijk Havengebied van Amsterdam ligt over de IJhaven en verbindt de Piet Heinkade met het Java-eiland. De brug is ontworpen door architect Ton Venhoeven en is genoemd naar de politicus Jan Schaefer (1940-1994).

## Geschiedenis

### Aanloop
Rond 1990 begon een nieuw in te richten woongebied op onder meer het Java-eiland definitieve vormen aan te nemen in de "Tweede nota van uitgangspunten voor het Oostelijk Havengebied". Hierin was een ontsluiting voorzien door middel van een brug onder de werktitel Javabrug/Java-brug. In eerste instantie dacht men aan een pontonbrug, die men al dan niet in haar geheel relatief eenvoudig zou kunnen verwijderen voor evenementen als Sail Amsterdam. Daar zag de Vereniging Binnenvaart Amsterdam niets in, want ook die maakt gebruik van de waterweg en moet dan iedere keer lang wachten als men de IJhaven wil invaren. Er werd ook nog gesleuteld aan de verdere inrichting van het schiereiland. Alles leidde er toe, dat de definitieve brug pas ingepast kon worden nadat alles op de tekentafel al klaar was.  

### Ontwerp
In 1996 werd een prijsvraag uitgeschreven door de gemeente Amsterdam. Vier bureaus kwamen met ontwerpen, die de goedkeuring hadden van gemeentelijke projectgroep, bewoners en de Fietsersbond. De ontwerpen van Thijs Verburg/Rob Hoogendijk en  Ton Venhoeven bleven over. Verdere selectie vond plaats op basis van "schoonheid" en "veiligheid". Dat laatste vormde een twistpunt. Sociale veiligheid (iedereen moest elkaar kunnen zien) botste op verkeersveiligheid (gescheiden verkeersstromen). Uiteindelijk won het ontwerp van Venhoeven de strijd, maar wel in aangepaste vorm. Ook de pontonbrugvariant kwam nog even ter tafel maar werd alsnog als te duur definitief afgewezen (het plan is nog terug te zien in de pijlers). Er doemde vervolgens een nieuw probleem op. Op de Oostelijke Handelskade stond uit de Amsterdamse geschiedenis een aantal pakhuizen. In verband met sanering was een groot deel daarvan al gesloopt en vervangen door nieuwbouw en dat dreigde ook voor Pakhuis de Zwijger. De gemeente wilde toch enkele van die gebouwen behouden. Er werd toen een manier gezocht om op de geplande plaats zowel een brug te plaatsen als het pakhuis te behouden. Ton Venhoeven kwam toen met het idee van een onderdoorgang in het pakhuis en zag daarin een vergelijking met filmtechniek; je flitst als het ware van een filmbeeld naar de ander zonder natuurlijke overgang. 
De brug kenmerkt zich onder andere door breed uitstaande brugpijlers. Er zijn (toch) gescheiden verkeersstromen (gemotoriseerd verkeer en fietsers tegenover voetgangers) gekomen, die elk hun eigen hellingspercentage en aanlandplek hebben. De rijdekken overspannen namelijk niet alleen het water, maar ook de bijbehorende kades. De voetpaden landen op de kades (Javakade en Veemkade) met een constructie die aan loopplanken doet denken. Langs die voetpaden zijn gleuven aangebracht voor "fiets aan de hand" voor die fietsers die de vrij steile hellingen niet kunnen of durven beklimmen. Om grote zeilschepen tijdens Sail Amsterdam in de gelegenheid te stellen af te meren in de Javahaven werd de brug uitgevoerd met twee uitneembare delen, het middenstuk met de middenpijler te herkennen aan het geplaatste remmingswerk blijft dan staan. Bij Sail Amsterdam in augustus 2005 werd dat voor de eerste keer ook gedaan.

### Bouw en openstelling
In 1999 werd begonnen met de bouw van een vaste brug, die op 29 september 2001 door wethouder Duco Stadig werd geopend in bijzijn van de weduwe van Jan Schaefer. Het plan van architect Venhoeven leverde een unieke constructie op. Aan het zuideinde landt de brug in het pakhuis, dat door een ingrijpende verbouwing delen van de onderste etages mist. Er gaat ook een buslijn over de brug en door het pakhuis. Pakhuis de Zwijger werd in september 2001 tot rijksmonument benoemd. In het noordelijk landhoofd van de Jan Schaeferbrug is nog een andere code zichtbaar: "C107"; dit is een eigen code van architectenbureau VenhoevenCS.

## Verder
Een aansluitende brug te bouwen richting de Motorkade in Amsterdam-Noord bleef op de tekentafel achter. De naam van de in 2001 geopende brug wijzigde in Jan Schaeferbrug, maar in navigatiesystemen en op kaarten wordt soms de naam Javabrug nog vermeld. Die naam dook in het begin van de 21e eeuw opnieuw op als werktitel voor een nog aan te leggen brug in het verlengde van de Jan Schaeferbrug die over het IJ naar Amsterdam-Noord zou lopen. Inmiddels zijn die plannen afgeblazen ten faveure van de Oostbrug die vanaf het Azartplein zou lopen. 

## Afbeeldingen

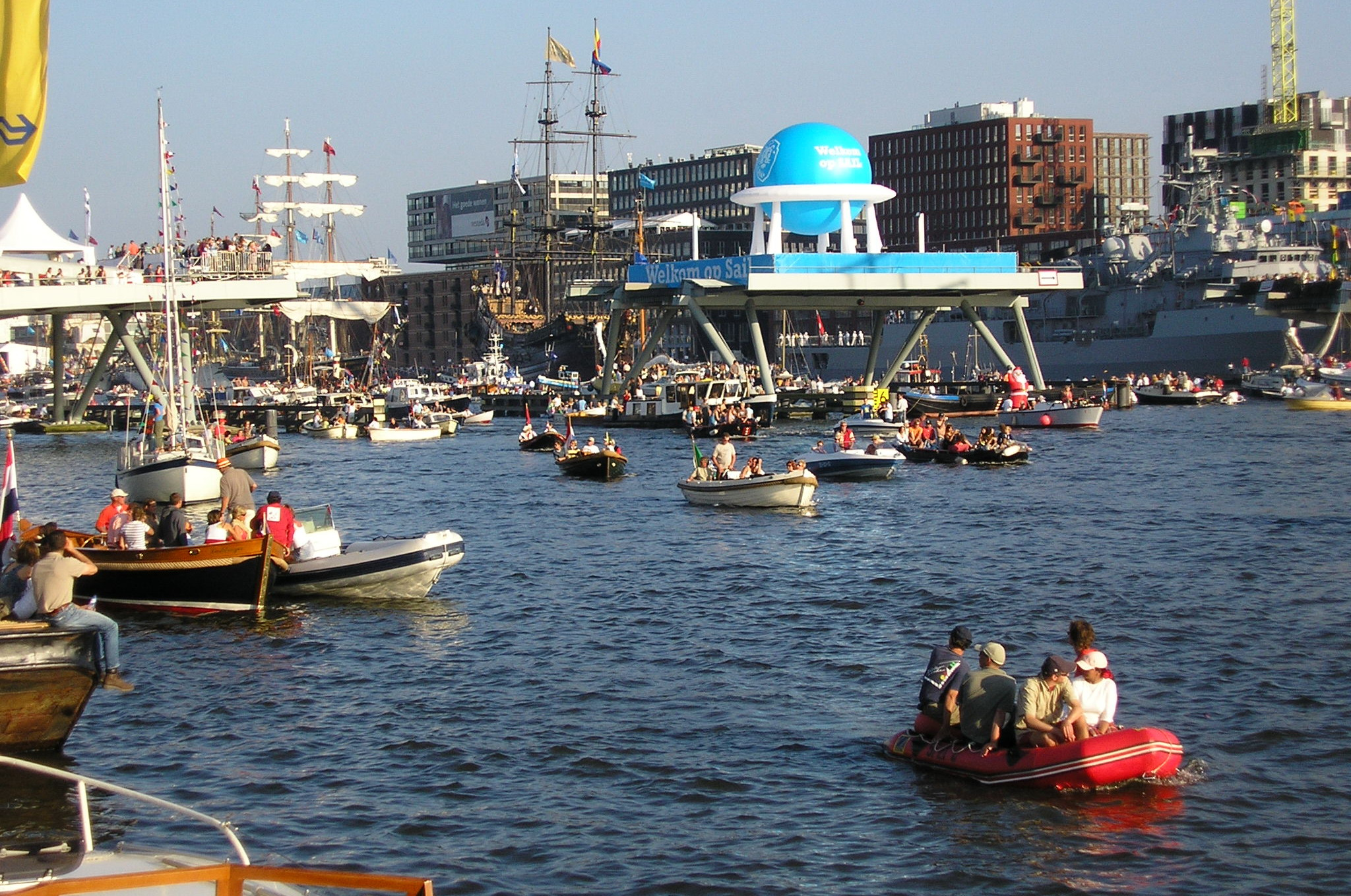
De brug zonder verwijderbare delen tijdens Sail 2005.
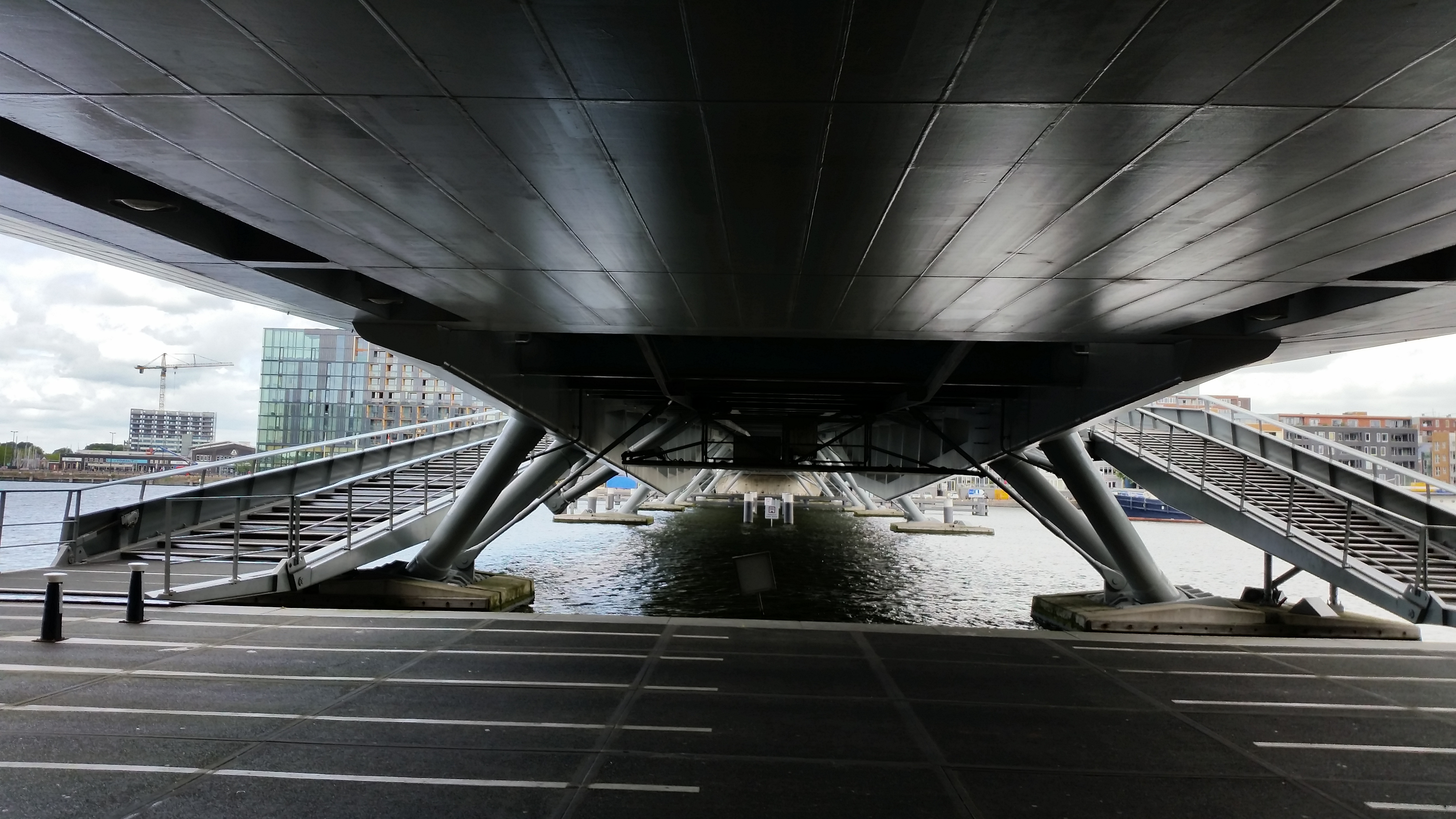
Onderzijde van de brug (juli 2019)
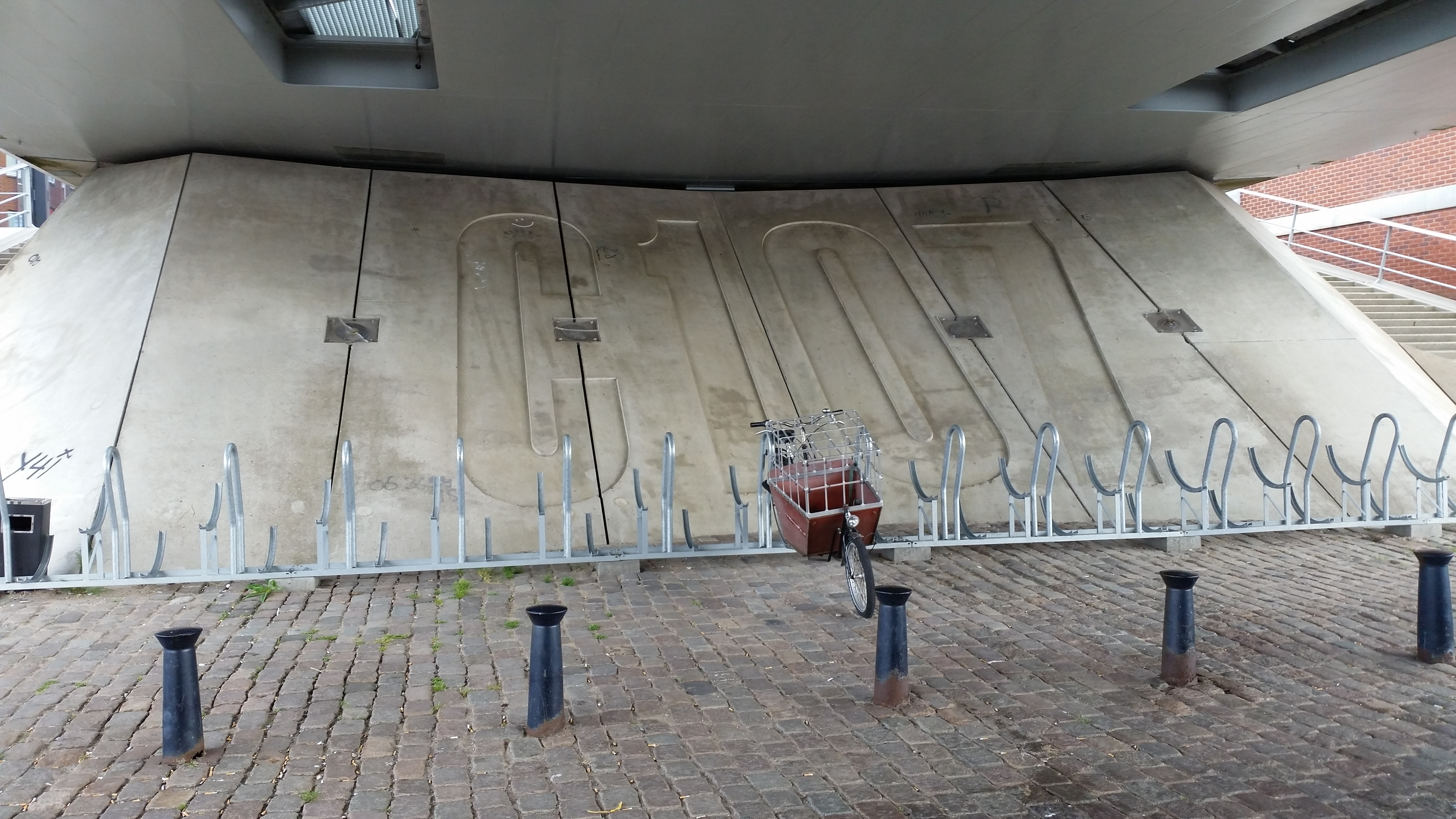
Code in reliëf in noordelijk landhoofd (juli 2019)
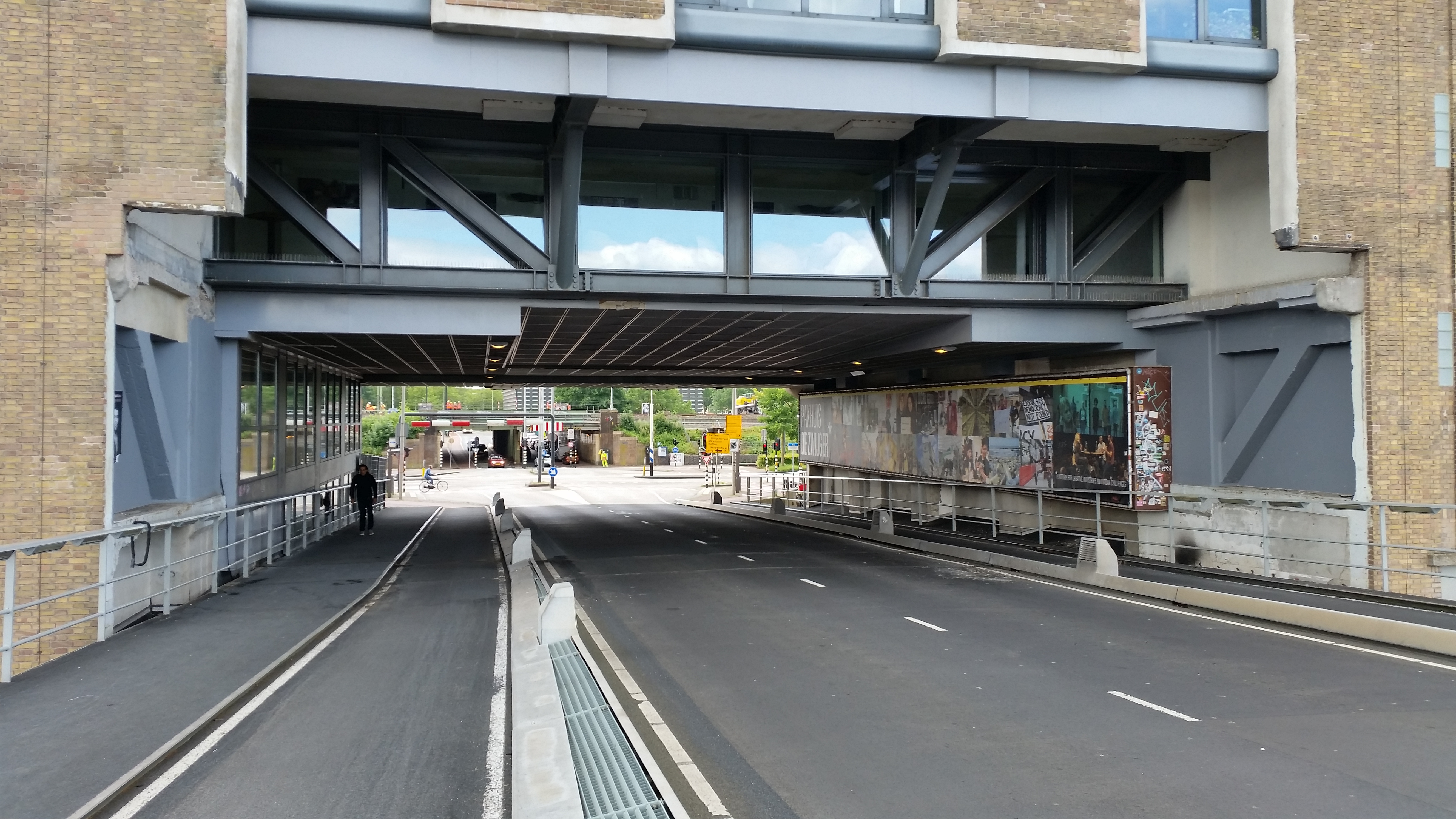
Onderdoorgang Pakhuis de Zwijger (juli 2019)

<<< · 2000 · 2001 · 2002 · 2003 · 2004 · 2005 · 2006 · 2007 · 2008 · 2009 · 2010 · 2011 · 2012 · 2013 · 2014 · 2015 · 2016 · 2017 · 2018 · 2019 · 2020 · 2021 · 2022 · 2023 · 2025 · 2026 · 2027 · 2028 · 2029 · 2030 · 2031 · 2032 · 2033 · 2034 · 2035 · 2036 · 2037 · 2038 · 2039 · 2040 · 2041 · 2042 · 2043 · 2044 · 2045 · 2046 · 2047 · 2048 · 2050 · 2051 · 2054 · 2060 · 2080 · 2085 · 2086 · 2087 · 2088 · 2089 · 2090 · 2091 · 2092 · 2093 · 2094 · 2095 · 2096 · 2097 · 2098 · 2099
De overige brugnummers waren in januari 2022 (nog) niet bekend; de Uyllanderbrug ligt officieel in Diemen, maar heeft de Amsterdamse nummering 2007.